# Higgins Road
Higgins Road est une communauté du Canada située dans le comté de Prince, sur l'Île-du-Prince-Édouard. Elle se trouve au sud-est d'O'Leary.